# Bolbro Sogn
Bolbro Sogn er et sogn i Odense Sankt Knuds Provsti (Fyens Stift).
Bolbro Kirke blev indviet i 1962 efter at Bolbro Sogn i 1952 var udskilt fra Ansgars Sogn, som i 1902 var udskilt fra Sankt Knuds Sogn i Odense Købstad. Købstaden hørte geografisk til Odense Herred i Odense Amt og blev ved kommunalreformen i 1970 kernen i Odense Kommune.
I sognet findes følgende autoriserede stednavne:
- Bolbro (bebyggelse, ejerlav)